# Индро Монтанели
Индро Монтанели (итал. Indro Montanelli; Фучекио, 22. април 1909 — Милано , 22. јул 2001) је био италијански новинар и писац, познат по свом до тад неуобичајеном начину писања о историји, у књигама као што су Storia dei Greci (Историја Грка) i Storia dei Romani (Историја Римљана).
Сматра се једним од највећих италијанских новинара 20. века, a 2000. године уврштен је на списак 50 Светских хероја слободе штампе Међународног новинарског института.

## Каријера
Индро Монтанели Баси рођен је у Фучекиjу, у близини Фиренце.
Током целе своје каријере држао се својственог и наглашено недипломатског стила писања, чак и када је због тога био веома непопуларан међу колегама и код послодаваца. То се нарочито добро види у књизи La stecca nel coro (Што би у преводу гласило Издвојени глас) која је збир његових најважнијих чланака објављених између 1974. и 1994. године у часопису Ил Ђорнале (итал. Il Giornale) , којег је основао и руководио после отпуштања из веома угледног италијанског дневног листа Коријере дела сера (итал. Corriere della Sera) октобра 1973. године. У том периоду, 1977. године, у атентату припадника Црвених бригада на улицама Милана упуцан је у ноге четири пута.

## 1920-e и 1930-e
Монтанели је у почетку двадесетих година дипломирао право на Универзитету у Фиренци, са дипломским радом о реформи изборног система у Мусолинијевом фашистичком режиму. У тези је наводно тврдио да се заправо не ради о реформи него о укидању избора, што указује на двосмислен значај италијанске фашистичке цензуре. Према његовим речиима је за време кратког искуство живота у Француској културној средини у Греноблy, где је похађао курс језика, схватио да је његов прави позив новинарство.
Своју новинарску каријеру започео је писањем за фашистички лист Ил селвађо (итал. Il Selvaggiо) - „Дивљак"), чији уредник је тада био Мино Макари, и 1932. године за „Универсале“ (итал. Universale), магазин који је излазио сваке две недеље и где писање није било плаћено. Монтанели касније признаје да је у то доба у фашизму видео наду, покрет који би могао створити италијанску националну свест која би превазишла економске и социо-економске разлике између севера и југа. Тај ентузијазам у вези фашистичког покрета почео је да опада када је 1935. године Мусолини наредио гашенје магазина Universale и других магазина и часописа у којима су се објављивала мишљења о природи фашизма.
Током 1934. године Монтанели у Паризу почиње да пише за црну хронику париског дневног листа Пари соар (итал. Paris Soir), који га шаље у Норвешку као иностраног дописника (где је неко време пецао бакалар) а касније у Канаду (где је чак радио на фарми у Алберти!).
У то време почиње да сарађује са Вебом Милером (новинар) из Јунајтид преса (енгл. United Press) из Њујорка. За време сарадње са Јунајтид пресом научио је да пише за широку публику, користећи једноставан стил по којем ће се издвајати у свету италијанског новинарства. Једна од лекција које је понео од Милера је да „увек мораш да пишеш као да се обраћаш разносиоцу млека из Охаја“. Тај отворен и доступан стил писанја је нешто што никад није заборавио и управо те реченице ће се касније често присећати. Још једна упечатљива епизода из времена проведеног у Америци десила му се док је предавао не неком курсу. Један од ученика га је замолио да објасни састав који је управо био прочитао. Монтанели му одговара да ће га поново прочитати, пошто га очито није разумео... А ученик га сав црвен у лице прекида ударајући песницом о сто и љутито му поручује да чињеница да текст није разумео заправо значи да је он, Монтанели, имбецил! [и да би текст ваљало кориговати]. Тада је схватио да је он, који је потицао из једне ауторитарне, фашистичке Италије, управо доживео сусрет са демократијом. У овом периоду Монтанели је такође направио први интервју са неком познатом личношћу, Хенријем Фордом, који га је изненадио признајући му да нема возачку дозволу. Током интервјуа Форд је, окружен америчким уметничким делима која су приказивала сцене из пасторалног живота и из времена ширења Америке на запад, почео са великим поштовањем да говори о Очевима оснивачима. Посматрајући декор, Монтанели га је проницљиво приупитао како се осећа знајући да је уништио тај њихов свет. Форд га је, збунјен, питао шта тиме мисли, а Монтанели, непоколебан, наставио је рекавши да су аутомобил и Фордов револуционарни систем производне траке земљу неповратно изменили. Форд је изгледао шокирано, а Монтанели је схватио да Форд, као и сви генији, није имао ни најманју представу о ономе што је заправо урадио.

## Рат у Абисинији
Када је Мусолини објавио рат Абисинији, с намером стварања италијанске империје (Други италијанско-абисински рат), Монтанели је отказао сарадњу са Јунајтид пресом и пријавио се као добровољац. Он је, као и многи Италијани у то време, веровао да је то прилика да Италија донесе цивилизацију 'дивљем' афричком свету, а за тај ентузијазам је Монтанели између осталог окривио своју страст према делима Радјарда Киплинга. Упркос том почетном ентузијазму, управо је ово искуство довело до највеће промене у Монтанелијевом виђењу италијанског фашизма.
Тада је схватио да Абисинска авантура није ништа друго до претекст за подизанје Мусолинија на све виши пиједестал, више представа него стварна и револуционарна промена, колонизација и цивилизовање Африке. Са неколико изузетака, као што је била одбрана Гондара, рат је био неуједначен и без значајнијих догађаја. Један од предводника фашистичке војске, Фаринаћи, не налазећи противнике, почео је да баца ручне бомбе у језеро Ашјанги: једна му је експлодирала у руци, што му је донело сребрно одликованје.
Монтанели је почео да шаље писма о рату свом оцу који их је без његовог знанја прослеђивао једном од најпознатијих новинара тог времена, Угу Ојетију, а овај их је редовно објављивао у најпрестижнијим италијанским новинама: Коријере дела сера.